# Biggles od 266. letky
Biggles od 266. letky (v originále Biggles in France) je dobrodružná povídková kniha spisovatele W. E. Johnse, jež byla poprvé vydána roku 1935. Jde o devátou knihu o Bigglesovi. Dějově se jedná o jednu z knih z období první světové války.

## Vydání
Povídky nejprve vycházely mezi červencem 1934 a lednem 1935 v časopise The Modern Boy, jako kniha byly vydány v listopadu 1935. Každá povídka se skládala ze dvou kapitol, pouze povídka The Camera ze tří.

Prvních osm povídek bylo v roce 1956, spolu s jednou povídkou z knihy Biggles Learns to Fly vydáno pod názvem Biggles of 266 s upravenými názvy i pořadím kapitol. Český překlad zachovává toto pořadí, ale obsahuje i zbývající čtyři povídky z původní knihy.
V češtině vyšla v roce 1997 v nakladatelství Toužimský a Moravec.

## Děj
V závorce je pořadí v anglickém vydání Biggles in France a originální název.
Pamatováníhodná cesta (1, A ride to remember)
- Biggles po sestřelení utíká na německém balónu.

Kamera (6, The camera)
- Biggles má získat speciální kameru, ta je však během letu prostřelena. Biggles je přesto později povýšen na kapitána.

Výhra (8, The prize)
- Biggles a Wilks soutěží o gramofon, kdo z nich shodí letáky dále od fronty.

Humbuky sladké i horké (9, Humbugs)
- Biggles napálí Wilkse žertíkem který skončí prostříleným Wilksovým pyžamem.

Krocan s obtížemi (10, The turkey)
- Biggles letí na okupované území sehnat krocana na štědrovečerní tabuli.

S horkou krví v žilách (11 ,War in hot blood)
- Biggles a spol. vyhašují válku letce, která zabila jednoho britského pilota po přistání na zemi.

Odvetná opatření (12, Reprisals)
- Biggles a Wilks si posvítí na důstojníka, který si podle nich moc dovoloval[pozn 1]..

Bigglesův triumf a pokoření (2, The Challenge)
- Biggles se chystá na souboj s německým důstojníkem, kterému jeho bomba zničila vinný sklípek. Po nouzovém přistání vleze do tanku, který se rozjede[pozn 2].

Pilot, jenž ztratil cestu (The Pilot Who Lost His Way, původně z knihy Biggles Learns to Fly)
- Francouz, který údajně zabloudil na letiště není tím, za koho se vydává.

Biggles, býk a Francouz (3, Biggles gets a bull)
- Biggles se střetne s býkem a následně letí s jedním Francouze, který zabloudí.[pozn 3].

Dva na Waterloo (4, The human railway)
- Nový pilot představuje svůj vynález - protileteckou raketu[pozn 4]

Vzdušné dostihy (5, Out for records)
- Biggles a Wilks se pokoušejí překonat rekord v počtu sestřelených letadel za jeden den (John Lightfoot Trollope - 7 letadel)[pozn 5].

Muž v podezření (7, Suspicions)
- Biggles si myslí, že pilot, který přiletěl na jejich letiště, je špion.[pozn 6].

### poznámky
Šest z těchto povídek Johns přepsal pro knihu Biggles a bitva o Británii.
1. ↑  Povídka byla přepsána jako One Good Turn v knize Biggles a bitva o Británii
2. ↑  Scéna s tankem byla znovu použita v podání Taffyho Hugese v povídce Taffy Trundles In v knize Biggles a bitva o Británii
3. ↑  Povídka byla přepsána jako The Arrival of Angus v knize Biggles a bitva o Británii
4. ↑  Povídka byla přepsána jako Cuthbert Comes and Goes v knize Biggles a bitva o Británii
5. ↑  Povídka byla přepsána jako The Record Breakers v knize Biggles a bitva o Británii
6. ↑  Povídka byla přepsána jako The Flying Spy v knize Biggles a bitva o Británii

## Postavy
- Biggles
- Algy
- MacLaren
- Mahoney
- Mullen
- Wilks
- Raymons
- Smyth

a další